# Mary Robinson (poetisa)

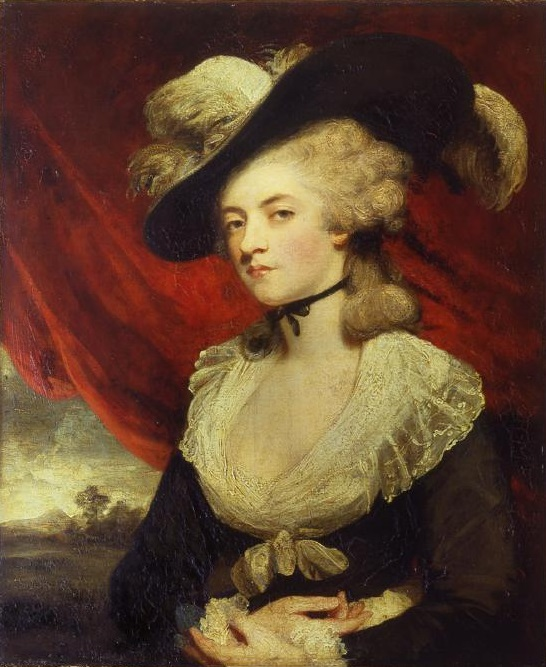
Mary Darby Sra. de Thomas Robinson Perdita' retrato hecho por Joshua Reynolds, 1782

Mary Darby Robinson (Minister House, College Green, Bristol, 27 de noviembre de 1758 - 26 de diciembre de 1800) fue una actriz, poeta y novelista inglesa del siglo XVIII. Fue hija de Nicholas Derby (c.1720-1785), un capitán de barco y mercader de Bristol y de Hester Vanacott (c. 1725-1793), de North Petherton en Somerset.
En 1779 interpretó el papel de Perdita en Cuento de Invierno de Shakespeare. En esa actuación atrajo la atención del Príncipe de Gales, que posteriormente se convertiría en el Rey Jorge IV de Gran Bretaña e Irlanda.

## Biografía

### Infancia
Nacida en Bristol como la tercera de los cinco hijos de un capitán naval, Mary Robinson fue educada en una escuela dirigida por las hermanas de Hannah More y por una sucesión de tutores privados, disfrutando de una educación integral. Pero los padres de Mary perdieron su fortuna y se separaron cuando ella tenía diez años. Mary completó su educación en internados en Londres. Desarrolló un interés temprano en el escenario y el actor David Garrick más tarde se convertiría en su tutor en Drury Lane.

### Vida personal
En 1773, a los 15 años, animada por su madre se casó con Thomas Robinson (fl.1750–1802), supuestamente hijo ilegítimo de un rico galés. Para 1775, quedaba claro que Thomas Robinson no era rico en realidad, pero la pareja vivió en Londres más allá de sus posibilidades, hasta que terminaron mudándose a Gales. Allí nació su primera y única hija, Maria Elizabeth (1774-1818) que también sería una autora publicada. Thomas Robinson fue encarcelado por deudas, y Mary y su hija lo siguieron y vivieron con él en la prisión como entonces era habitual.

### Vida laboral
Durante la estancia de un año en prisión con su esposo, Mary apoyó a su familia con su trabajo cocinando y cosiendo, así como escribiendo sus Poemas de la Sra. Robinson (1775), obra que llamó la atención de Georgiana Cavendish, duquesa de Devonshire, quien se convirtió en su mecenas. Después de la liberación de su esposo de prisión, Mary se embarcó en una carrera teatral. Sheridan la contrató y desempeñó varios papeles en Drury Lane, donde se convirtió en una actriz célebre en papeles de comedia ligera.
Mary Robinson escribió poesía para el Morning Post, y también editó su propia página de poesía. Esto aumentó su contacto con otros poetas y su trabajo. Los poemas de Robinson tienen un tono de tristeza, tratando temas de conciencia de abusos de poder, entonces temas delicados, así que Mary Robinson comenzó a publicar bajo seudónimos como 'Tabitha Bramble', 'Oberon' y 'Bridget'.

### Vida teatral
Tras cuatro años sobre el escenario, Mary Robinson apareció en su papel más famoso a los 21 años. Su éxito como Perdita en Cuento de Navidad la llevó a una solicitud real del Príncipe de Gales de 17 años, que decidió convertirla en su primera amante pública.

### Amantes
A fines de 1779, llamó la atención del joven Príncipe de Gales (el futuro Jorge IV) que le confesó su amor y la instó a abandonar su carrera teatral para convertirse en su amante. Sin embargo, el asunto duró poco y Mary fue recompensada con una anualidad por renunciar a cualquier reclamo. 
Más tarde, a principios de 1782, Mary se involucró sentimentalmente con el coronel Banastre Tarleton (1754-1833), un oficial del ejército y político de una influyente familia de Liverpool, que sería su amante durante los siguientes quince años a pesar de la oposición de la familia de él y los problemas financieros y de salud de ella. La pareja vivió extravagantemente; Tarleton era un héroe de guerra y amigo del príncipe de Gales, así que Perdita se convirtió en una celebridad y objeto de numerosos chismes. Celebrada por su belleza, fue retratada por los principales pintores ingleses de la época y era un icono de la moda femenina.
El abandono por parte del Príncipe dejó a Mary Robinson en una posición difícil. El matrimonio Robinson vivía con dinero prestado, y se encontraban profundamente endeudados. Mary había arruinado su reputación y renunció a una prometedora carrera como actriz. Lord Malden, el emisario original del Príncipe, se convirtió en el compañero más frecuente de Mary y su amante. En ese momento Thomas Robinson, aunque todavía estaba vivo, ya no estuvo involucrado en su vida posterior.

### Problemas de salud y éxito en las letras
En 1783 sufrió un aborto espontáneo que resultó en una infección que finalmente desembocó en una fiebre reumática que la acabó dejando parcialmente paralizada. Mary volvió entonces a escribir y se convirtió en una gran poeta, llegando a ser llamada la «Safo inglesa», y talentosa dramaturga, traductora y novelista. Aunque su poesía era más popular, la prosa le resultó más lucrativa. Sus novelas conocieron numerosas ediciones sucesivas y el dinero ganado la ayudó a mantenerse a sí misma, su madre, su hija y a menudo a Banastre Tarleton.
Como su contemporánea Mary Wollstonecraft, defendió los derechos de la mujer y defendió ardientemente la Revolución Francesa.

### Últimos años
En sus escritos finales, Mary Robinson buscó describir y justificar su vida. Expresó su desilusión con el matrimonio en una obra de crítica social, titulada Reflexiones sobre la condición de la mujer y sobre la injusticia de la subordinación mental (1799). Mary Robinson también comenzó a escribir su autobiografía. Sin embargo, su salud se volvió cada vez más decadente y finalmente murió el 26 de diciembre de 1800, con la autobiografía sin terminar. Su hija Maria Elizabeth editó y publicó sus memorias. La reputación de Mary Robinson ayudó a vender bien sus escritos durante toda su vida, pues los lectores buscaban morbosamente datos autobiográficos en ellas; sin embargo, después de su muerte, su popularidad descendió, ya que en la época victoriana había rechazo por la obra literaria de una mujer de dudosa reputación.

## Obras

### Relatos
- "Todo solo"
- "Enero de 1795"
- "A la memoria de mi padre lamentado"
- "La mañana de verano de Londres"
- "El gato de la señora Gurton. Un cuento doméstico"
- "El cumpleaños"
- "La playa embrujada"
- "El Lascar"
- "Oda a la primavera".
- "Soneto: a la libertad"
- "La pobre dama cantante"
- "El salvaje de Aveyron"
- "Estrofas escritas entre Dover y Calais".
- "El hogar de la viuda"
- "El campamento"[3]

### Poesía
- Poemas de la Sra. Robinson, 1775.
- Cautiverio; un poema. Y Celadon y Lydia; un cuento, 1777.
- Poemas, Volumen I., 1791.
- Poemas Volumen II., 1794.
- Modales Modernos de "Horace Juvenal". Londres: Evans, 1793.
- Vista, la caverna del ay, y la soledad. Londres: Evans y Becket, 1793.
- Audley Fortescuare Londres: William Lane, 1795.
- El amante Siciliano, Londres: Hookham y Carpenter, 1796.
- Safo y Faón. En una serie de sonetos legítimos.Londres: impreso en privado, 1796. (HTML ilustrado en Virginia).
- Cuentos líricos. Londres: Longman, 1800.
- Las obras poéticas de la difunta señora Mary Robinson, Londres: Phillips, 1806.
- Poesía completa. Providence, RI: Brown University / National Endowment for the Humanities Women Writers Project, 1990.[3]

### Obras de teatro
- La suerte de escapar, 1778.[3]

### Novelas
- Vancenza, o The Dangers of Credulity. Londres: 1792.
- La viuda, o una imagen de los modernos. Londres: Hookham y Carpenter, 1794.
- Angelina. 1796.
- Hubert de Sevrac, 1796.
- Julie St. Laurence Leipzig, Nauck, 1797.
- Walsingham o, el alumno de la naturaleza. Londres: Longman, 1797.
- El falso amigo: una historia doméstica. Londres: TN Longman y O. Rees, 1799.
- La hija natural. Londres: TN Longman y O. Rees, 1799.[3]

### Ensayos
- Reflexiones imparciales sobre la situación de la reina de Francia, 1791 [folleto].
- Una carta a las mujeres de Inglaterra, sobre la injusticia de la subordinación mental, 1799 (más tarde retitulada Pensamientos sobre la injusticia de la subordinación mental)[3]